# Тенбіб
Тенбіб (араб. تنبيب) — село в Тунісі, у вілаєті Кебілі. Село з усіх боків оточене оазами. В селі є школа. 
| Туніс | Це незавершена стаття з географії Тунісу. Ви можете допомогти проєкту, виправивши або дописавши її. |